# Festival Internacional de Música de Cadaqués
El Festival Internacional de Música de Cadaqués va néixer el 1970 i és el segon més antic de la Costa Brava, per darrere el de la Porta Ferrada de Sant Feliu.
A banda dels concerts de pagament a l'Església de Santa Maria, la Sala de l'Amistat i Sa Conca, programa diferents actuacions gratuïtes en espais emblemàtics de Cadaqués, com el Passeig, Portlligat o Es Portitxó.
Cada any un artista plàstic cedeix una obra com a cartell oficial del festival, i des dels seus inicis s'hi poden trobar cartells de Tàpies, Dalí o Mariscal. El 2018 el cartell s'encarregà al cineasta Albert Serra i Juanola.
Una de les característiques del Festival és el seu eclecticisme, ja que el ventall d'estils musicals que programa va des de la música clàssica (en edicions anteriors han actuat Josep Carreras, Montserrat Caballé o Narciso Yepes) fins al flamenc o el pop independent, com en l'edició del 2018, amb Mishima i El Petit de Cal Eril.